# Polisorbato

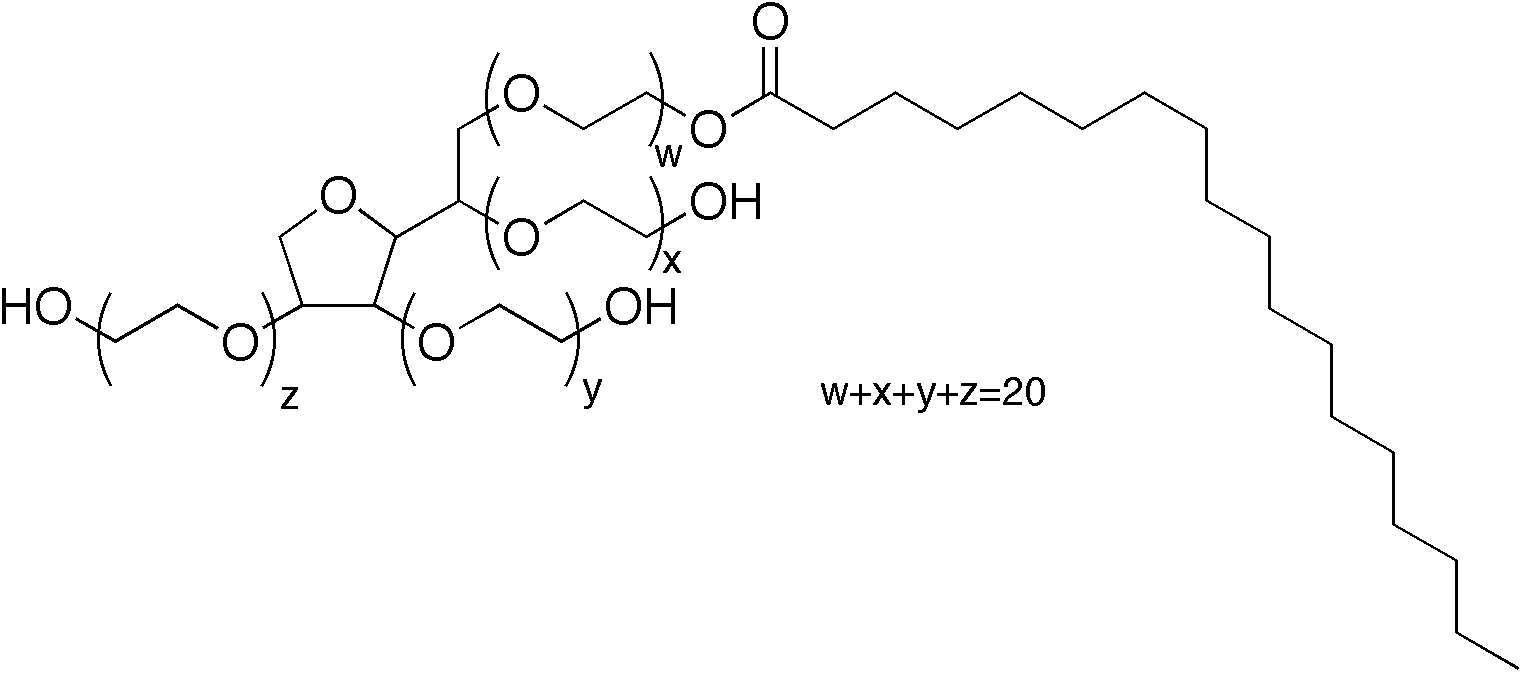
Polisorbato 60, un compuesto utilizado como aditivo alimentario en algunas mezclas de pudin para evitar que se queme durante la preparación.

Los polisorbatos son una clase de emulsionantes utilizados en la industria farmacéutica, agrícola, alimentaria, etc. A menudo se utilizan en cosmética para solubilizar los aceites esenciales en productos a base de agua. Los polisorbatos son líquidos aceitosos derivados del sorbitano. A partir del sorbitano, por etoxilación y esterificación con ácidos grasos se obtienen los distintos polisorbatos comerciales. Los nombres de marcas comunes para polisorbatos son: Alkest, Canarcel y Tween.

## Polisorbatos más comunes en la industria alimentaria
Aunque los polisorbatos se emplean indistintamente en distintas industrias, cabe destacar en la industria alimentaria:
| Nombre             | Polisorbato 20                            | Polisorbato 40                              | Polisorbato 60                              | Polisorbato 65                             | Polisorbato 80                           |
| Nomenclatura IUPAC | Monolaurato de polioxietilen(20)sorbitano | Monopalmitato de polioxietilen(20)sorbitano | Monoestearato de polioxietilen(20)sorbitano | Triestearato de polioxietilen(20)sorbitano | Monooleato de polioxietilen(20)sorbitano |
| Otros nombres      | Tween 20                                  | Tween 40                                    | Tween 60                                    | Tween 65                                   | Tween 80                                 |
| Número E           | E 432                                     | E 434                                       | E 435                                       | E 436                                      | E 433                                    |
| Número CAS         | 9005-64-5                                 | 9005-66-7                                   | 9005-67-8                                   | 9005-71-4                                  | 9005-65-6                                |
| Fórmula            | C58H114O26                                | C62H122O26                                  | C64H126O26                                  | C100H194O28                                | C64H124O26                               |
| HLB                | 16,7                                      | 15,6                                        | 14,9                                        | 10,5                                       | 15,0                                     |
| LD50               |                                           | 38,4 g/kg (oral, Rata)                      |                                             |                                            |                                          |

El número 20 después de la parte de polioxietileno se refiere al número total de grupos oxietileno - (CH2CH2O) - encontrados en la molécula. El número que sigue a la parte polisorbato está relacionado con el tipo de ácido graso asociado con la parte de sorbitano de polioxietileno de la molécula por esterificación. Monolaurato se indica por 20, monopalmitato se indica por 40, monoestearato por 60 y monooleato por 80.

## Otros polisorbatos comunes
| Nombre          | Nomenclatura IUPAC                               | Otros nombres | Fórmula     | HLB  | Número CAS |
| Polisorbato 21  | Monolaurato de polioxietilen-(4)-sorbitano       | Tween 21      | C26H50O10   | 13,0 | 9005-64-5  |
| Polisorbato 22  | Monolaurato de polioxietilen-(8)-sorbitano       | Tween 22      | C34H66O14   | 14,8 | 9005-64-5  |
| Polisorbato 23  | Monolaurato de polioxietilen-(12)-sorbitano      | Tween 23      | C42H82O18   | 15,8 | 9005-64-5  |
| Polisorbato 24  | Monolaurato de polioxietilen-(16)-sorbitano      | Tween 24      | C50H98O22   | 16,5 | 9005-64-5  |
| Polisorbato 61  | Monoestearato de polioxietilen-(4)-sorbitano     | Tween 61      | C32H62O10   | 9,6  | 9005-67-8  |
| Polisorbato 81  | Monooleato de polioxietilen-(5)-sorbitano        | Tween 81      | C32H60O10   | 10,0 | 9005-65-6  |
| Polisorbato 85  | Trioleato de polioxietilen-(20)-sorbitano        | Tween 85      | C100H190O30 | 11,0 | 9005-70-3  |
| Polisorbato 120 | Monoisoestearato de polioxietilen-(20)-sorbitano | Tween 120     |             |      |            |